# Centaurea athoa
Centaurea athoa — вид рослин з роду волошка (Centaurea), з родини айстрових (Asteraceae).

## Опис рослини
Це багаторічна рослина з лежачими стеблами 20–30 см, простими або з 1–2 гілками. Листки тонко-притиснуто-волосисті, перистодольні; прикореневі й нижні — на ніжці, з 4–5 парами лінійно-ланцетних сегментів; серединні й верхні — сидячі, з меншою кількістю сегментів. Кластер філаріїв (приквіток) 15–18 × 10–13 мм, довгастий; придатки невеликі, коричневі. Квітки жовті. Сім'янки ≈ 5 мм; папуси 2 мм. Період цвітіння: липень і серпень.

## Середовище проживання
Поширений у північно-західній Туреччині й Греції. Населяє скелясті гірські схили.